# Тома Давидов
Тома Костов Давидов е български военен, поручик, и революционер, деец на Върховния македоно-одрински комитет и на Вътрешната македоно-одринска революционна организация.

## Биография
Тома Давидов е роден в град Ловеч на 20 април 1868 г. Завършва медицина. Като доброволец се сражава в Сръбско-българската война в 1885 г. Завършва Военното училище в София, където е съвипускник на Гоце Делчев и Борис Сарафов.

### Във ВМОК
Като офицер се включва в дейността на Македонския комитет. През 1895 г. участва в Четническата акция на Македонския комитет, като войвода на чета в III Сярска дружина в състав от 200 души. Дружината влиза в Неврокопско и превзема Доспат, заедно с Яне Сандански и Кирил Пърличев. Група, начело със стария харамия дядо Стойо Костов, се отделя от дружината и заминава за Драмско. Останалите четници, начело с Тома Давидов и капитан Еню Димитров се връщат в България.
От тази първа голяма акция в Македония Тома Давидов си взема първия урок в революционното движение. Той осъзнава, че въстание в Македония не може да бъде вдигнато само с чети, изпратени от България, а трябва дълга и упорита работа сред местното българско население, което да бъде добре подготвено за национална революция.
След завръщането си от Македония Тома Давидов се включва в работата на Тайните македоно-одрински офицерски братства и Върховния македоно-одрински комитет. На VI конгрес в 1899 година е избран в ръководството на Комитета, заедно с Борис Сарафов, Антон Бузуков, Славчо Ковачев и Христо Саракинов. На VII конгрес в 1900 година на Македонските братства в България е повторно избран за подпредседател на ВМОК.
През януари 1901 година Давидов инспектира македоно-одринските дружества в Станимашка и Рупчоска околия.
През нощта на 23 срещу 24 март 1901 година Давидов заедно с другите членове на ВМОК е арестуван по обвинение в участие в убийството на Стефан Михайляну в Букурещ. Процесът започва на 29 юли и на 2 август всички обвиняеми са оправдани поради липса на доказателства. Избран е за депутат на Деветия македоно-одрински конгрес (29 юли – 5 август 1901) от Софийското дружество заедно с Михаил Ковачев.

### Във ВМОРО
През септември 1902 година Давидов, огорчен от вътрешните ежби във Върховния комитет, заминава за Македония начело на чета. Гоце Делчев го назначава за войвода на Ревизионната чета на II Битолски революционен окръг, след като Давидов му заявява: 
| „ | Не съм от Македония, но за свободата на Македония съм готов всеки момент да дам живота си. Ще отида там, между народа на братска Македония, да умра, а не тук да тровя душата си за нея. | “ |

.

Анастас Лозанчев го описва така: 
| „ | Направи и впечатление на човек, който иска да работи и е готов да се принесе жертва на идеята - свободата на Македония. Човек скромен, с благ характер, той може да влияе върху масите само със своя личен пример. | “ |

| Чета на Тома Давидов | Чета на Тома Давидов | Чета на Тома Давидов | Чета на Тома Давидов        | Чета на Тома Давидов   |
| Номер                | Име                  | Селище               | Длъжност                    | Бележка                |
| -------------------- | -------------------- | -------------------- | --------------------------- | ---------------------- |
| 1.                   | Тома Давидов         | Ловеч                | началник на четата          | запасен капитан        |
| 2.                   | Христо Настев        | Щип                  | секретар и подначалник      | учител                 |
| 3.                   | Димитър Дечев        | Сливен               | оръжеен инструктор          | запасен портупей юнкер |
| 4.                   | Иван Хаджиасенов     | Сливен               | помощник оръжеен инструктор | запасен портупей юнкер |
| 5.                   | Георги Г. Асенов     | Сливен               | оръжеен техник              | запасен подофицер      |
| 6.                   | Костадин Бояджиев    | Баня                 | запасен редник-четник       | телеграфист            |
| 7.                   | Димитър Апостолов    | Кавадарци            | запасен редник-четник       |                        |
| 8.                   | Ангел Андреев        | Рудари               | запасен редник-четник       |                        |
| 9.                   | Георги Горганов      | Бобища               | запасен редник-четник       |                        |
| 10.                  | Илия Гъсков          | Баница               | запасен редник-четник       |                        |
| 11.                  | Петър Тинев          | Котел                | запасен редник-четник       |                        |
| 12.                  | Спиро Скурчито       | Вранещица            | запасен редник-четник       |                        |
| 13.                  | Алексо Стефанов      | Радово               | запасен редник-четник       |                        |
| 14.                  | Панайот              | Солунско             | запасен редник-четник       |                        |
| 15.                  | Христо               | Кичевско             | запасен редник-четник       |                        |
| 16.                  | Васил                | Кичевско             | запасен редник-четник       |                        |
| 17.                  | Костадин             | Радовишко            | запасен редник-четник       |                        |

Давидов спечелва доверието на всички районни войводи. В писмо до своите приятели в София Давидов ги насърчава да действат по-активно с думите:
| „ | Нито минута да не стоим на едно място. Както знаеш, осветлявай (народа), защото както е казал Шекспир, заблуждението не спи, затова пък истината трябва да се повтаря 1000 пъти. | “ |

Като главен ревизор на четите в Битолския революционен окръг Тома Давидов обикаля Охридско, Битолско, Демирхисарско и се грижи за военната подготовка на войводите и четниците, засилва дисциплината и бойния дух с оглед на предстоящото въстание. Димитър Попандов пише за него:
| „ | Голям водач, психолог, той разбираше човешката душа, влизаше в тежкото положение на населението и вземаше мерки, щото четите да не са му в голяма тежест. Беше издал заповед, когато се наложи чета да пребивава в дадено село, да не се поръчва какво да ѝ се приготовлява за ядене, а четниците да бъдат доволни от каквото ядене им поднесат селяните. Сам Давидов, когато отиваше в някое село, никога не позволяваше да му постилат завивки, а спеше само с шинела си. | “ |

Помага му Славейко Арсов, а негови четници от това време са Тома Николов, Христо Настев и Лука Групчев. Тома Давидов и Лазар Поптрайков привличат нови войводи като Георги Папанчев и Никола Андреев.
По време на военната си кариера, поручик Давидов служи в 16-и пехотен ловчански полк и 9-и резервен полк. Уволнен е от служба през 1889 година.

### Гибел
През пролетта на 1903 г. подготовката за предстоящото въстание се усилва и в Преспанско, Ресенско и Охридско четите на ВМОРО често водят сражения с турския аскер. На 14 март 1903 г. Давидов получава съобщение, че Горнодебърската чета на войводата Деян Димитров е обсадена в село Ърбино и веднага вдига своята чета, заедно с въоръжени селяни от околните села, за да се притече на помощ.
На 15 март Давидов пристига близо до Ърбино заедно с 80 души четници и милиция, но сражението вече е свършило, войводата Деян е разкъсал обръча и се е изтеглил. Под село Оздолени, Охридско четата се натъква на башибозук и при завързалото се сражение поручик Тома Давидов е смъртоносно ранен. След убийството на войводата избухва така наречената Давидова афера, при която са арестувани около 164 души от цяла Дебърца.
Признателните селяни го погребват в местността Градище в Слатинската планина, като превръщат неговия гроб в място за поклонение. Местността се нарича Давидов гроб. Място на Давидов като главен войвода заема Христо Узунов.

## Памет
На 15 март 2020 година група граждани от Охрид, поставят паметна плоча на лобното място на войводата. Две седмици по-късно на 30 март 2020 година, вандали сърбомани потрошават плочата.
На Тома Георгиев е наречена улица в квартал „Люлин“ в София (Карта).

## Военни звания
- Подпоручик (18 май 1889)
- Поручик (2 август 1892)